# Manuel Francisco Artigas
Manuel Francisco Artigas (Montevidéu, 21 de julho de 1769 – Montevidéu, 12 de maio de 1822) foi um militar uruguaio.
Irmão de José Artigas, foi um dos líderes que defenderam o Uruguai, invadido pelo Brasil (ainda colônia de Portugal), na Guerra contra Artigas.
Habitante da região de Casupá, participou do movimento pela independência do Uruguai, em 1811, tendo participação ativa na organização e armamento da população. Atuou na Batalha das Pedras como comandante da segunda divisão de Infantaria Oriental.
Em 1816 com a derrota das tropas de Buenos Aires, foi nomeado por seu irmão chefe do "primeiro departamento", região compreendida entre a margem esquerda do Rio Santa Lucia e Montevidéu.
Em 1818, na Guerra contra Artigas, é capturado pelas tropas portuguesas e levado à Ilha das Cobras. Em 1822, faleceu em Montevidéu.